# Eryx sistanensis
Eryx sistanensis — вид неотруйних змій з родини удавових. Описаний у 2020 році.

## Поширення
Ендемік Ірану. Поширений в провінціях Систан і Белуджистан та Хормозган на сході країни.